# Mark Kopytman
Mark Kopytman (født 6. december 1929 i Kamjanets-Podilskyj, Ukrainske SSR - død 16. december 2011 i Jerusalem, Israel) var en israelsk komponist, lærer og professor i musik.
Kopytman studerede ved Konservatoriet i Moskva. Efter endt uddannelse underviste han samme sted samt på konservatorierne i Almaty og Chisinau. I 1972 emigrerede Kopytman til Israel og blev ansat som professor på Rubin Academy of Music and Dance, hvor han med tiden, blev rektor. Han rejste i 1979 rundt som gæsteprofessor i Europa og USA og vandt senere et par priser for sin indsats, bl.a. The Israel ACUM Price (1992).
Kopytman har komponeret en symfoni, orkesterværker, kammermusik, klaverkoncerter, vokalmusik, korværker, klaverstykker og musik til scenen. Han komponerer i en individualistisk stil med inspiration fra jødisk folklore.

## Udvalgte værker
- Symfoni (1956) - for orkester
- Sinfonietta (1964) - for kammerorkester
- Seks moldaviske melodier (1965) - for orkester
- Koncert (1976) - for orkester
- Klaverkoncert (1970) - for klaver og orkester
- Kaddish (1981) - for cello eller bratsch og strygeorkester